# Internationale Vereniging voor Zeilwagensport
De Federation Internationale De Sand et Land Yachting (FISLY), in het Nederlands Internationale Vereniging voor Zeilwagensport en in het Engels International Land and Sandyachting Federation, is de internationale sportorganisatie voor het zeilwagenrijden. 

## Historiek
De organisatie werd opgericht in 1962.
In 2007 werd ze een internationale vereniging zonder winstoogmerk en in 2018 sloot ze aan bij de GAISF.

## Leden[4]
Full members
- Belgische Federatie der Land Yacht Clubs (BFLYC)
- Strand Segler Club St. Peter-Ording (YCSPO)
- British Federation of Sand & Land Yacht Clubs (BFSLYC)
- Irish Power Kite and Sandyacht Association (IPKSA)
- North American Land Sailing Association (NALSA)

Associated members
- Federacion Argentina carrovelismo (FAC)
- Carrovelismo en Chile
- Fédération Française de Char à Voile (FFCV)
- Nederlandse Strandzeilfederatie (NSF)
- New Zealand Land Yacht Association
- Asociación Española de Carrovelismo
- Landsegeln
- Club de Tunisien de Char à Voile
- Scottish Power Kite Association (SCO)

Corresponding members
- Federação Brasileira de Carro a Vela
- Romo Strandsejler Club
- Carroavela Italy
- Carro à Vela Portugal